# Capsula extrema

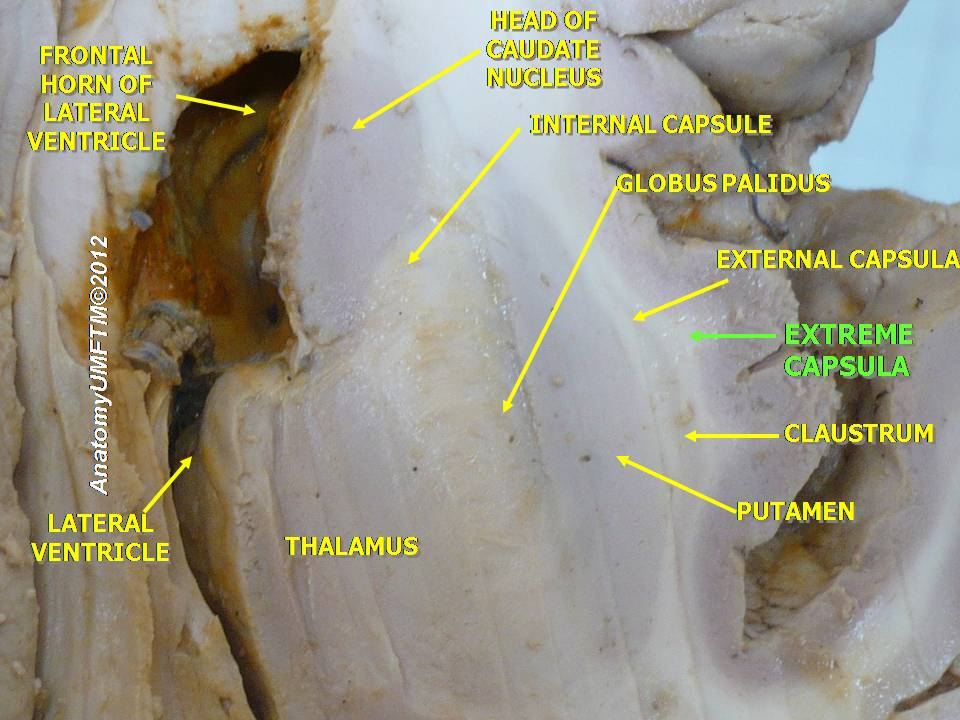
Capsula extrema (engl. extreme capsule)

Die Capsula extrema ist eine dünne Schicht weißer Substanz zwischen Claustrum und Inselrinde (Insula). In ihr verlaufen Assoziationsfasern zwischen diesen beiden Hirnabschnitten. Außerdem verlaufen in dieser Schicht Bahnen, die das Wernicke-Areal und das Broca-Areal verbinden, womit sie eine Bedeutung bei der Sprachverarbeitung hat.